# الجهاز المركزي للتنظيم والإدارة (مصر)
الجهاز المركزي للتنظيم والإدارة هو جهاز حكومي مصري يتبع رئيس مجلس الوزراء، أنشئ طبقا للقانون رقم 118 لسنة 1964.

## التشريعات المنظمة
- قانون رقم 190 لسنة 1951 في شأن إنشاء ديوان الموظفين.[4]
- قانون رقم 78 لسنة 1952 في شأن ديوان الموظفين.[5]
  - ألغي بموجبه:
    - القانون رقم 190 لسنة 1951.
- قانون رقم 158 لسنة 1952 في شأن ديوان الموظفين.[6]
  - ألغي بموجبه:
    - القانون رقم 78 لسنة 1952.
- قانون رقم 118 لسنة 1964 في شأن إنشاء الجهاز المركزي للتنظيم والإدارة.[7][8]
  - ألغي بموجبه:
    - القانون رقم 158 لسنة 1952.

  - حل الجهاز محل ديوان الموظفين.
  - ألحق بالجهاز النيابة الإدارية المنصوص عليها في القانون رقم 117 لسنة 1958، والرقابة الإدارية المنصوص عليها في القانون رقم 54 لسنة 1964، ويكون لرئيس الجهاز سلطات الوزير المختص بالنسبة لهما، بما في ذلك سلطات الإشراف والتوجيه والرقابة.[9][10]
- قرار رئيس الجمهورية رقم 1085 لسنة 1964 في شأن تنظيم وتحديد اختصاصات الجهاز المركزي للتنظيم والإدارة.[11]
- قرار رئيس الجمهورية رقم 2455 لسنة 1964، والمتضمن أن يكون مقر الجهاز بمدينة القاهرة، ولرئيس الجهاز إنشاء فروع له خارجها.[12]
- قرار رئيس الجهاز المركزي للتنظيم والإدارة رقم 74 لسنة 1964 في شأن إنشاء فرع الجهاز بالإسكندرية، وتحديد النطاق الجغرافي لاختصاصه.
- قانون رقم 28 لسنة 1968 في شأن إلحاق النيابة الإدارية بوزير العدل.[13]
- قرار رئيس الجمهورية رقم 834 لسنة 1969 في شأن تبعية هيئة الرقابة الإدارية لوزير الدولة.[14]
- قرار رئيس الجمهورية رقم 937 لسنة 1974 في شأن إنشاء مديريات شئون العاملين بالمحافظات.[15][16]
- قرار رئيس الجمهورية رقم 337 لسنة 1975 في شأن تبعية الجهاز المركزي للتنظيم والإدارة للوزير المختص بالتنمية الإدارية.[17]
- قرار رئيس الجهاز المركزي للتنظيم والإدارة رقم 173 لسنة 1989 في شأن تعديل الهيكل التنظيمي لفرع الجهاز بالإسكندرية.
- قرار رئيس الجهاز المركزي للتنظيم والإدارة رقم 10 لسنة 1989 في شأن تحديد علاقة فرع الجهاز بالإسكندرية بمديريات التنظيم والإدارة بالمحافظات الواقعة في نطاقه الجغرافي.
- قرار رئيس الجمهورية رقم 220 لسنة 2004 في شأن تبعية الجهاز المركزي للتنظيم والإدارة لرئيس مجلس الوزراء.[18]
- قرار رئيس الجهاز المركزي للتنظيم والإدارة رقم 34 لسنة 2008 في شأن إعادة تنظيم الجهاز وتحديد اختصاصات تقسيماته التنظيمية وتعديل جدول ترتيب وظائف الجهاز.
  - التعديلات:
    - قرار رئيس الجهاز المركزي للتنظيم والإدارة رقم 468 لسنة 2009.
- قرار رئيس مجلس الوزراء رقم 1234 لسنة 2014 يتحديد اختصاصات وزير التخطيط والمتابعة والإصلاح الإداري ومنها الإشراف على الجهاز المركزي للتنظيم والإدارة.[19]
- قرار رئيس مجلس الوزراء رقم 3127 لسنة 2019 بتفويض رئيس الجهاز المركزي للتنظيم والإدارة في اختصاصات الوزير المعني بالخدمة المدنية أينما وردت في قانون الخدمة المدنية ولائحته التنفيذية عدا الاختصاصات الواردة في المواد (12، 41، 57، 75) والمواد المتعلقة بها في اللائحة التنفيذية، وتفويضه في اختصاصات الوزير المختص بالتنمية الإدارية المنصوص عليها بقرار رئيس الجمهورية رقم 368 لسنة 2006 عدا الاختصاصات الواردة بالمادتين الخامسة والثامنة، وبالتالي تُرفع أعماله لرئيس مجلس الوزراء.[20][21]
- قانون رقم 6 لسنة 2021 بتبعية الجهاز المركزي للتنظيم والإدارة لرئيس مجلس الوزراء.[22]

## اختصاصات الجهاز
- إصلاح نظم الإدارة الحكومية وتحقيق أهداف الإصلاح الإداري وتطوير مستوى الخدمة المدنية ورفع كفاءة الأداء بمختلف وحدات الجهاز الإداري للدولة، وتحقيق العدالة بين العاملين، والتأكد من مدى تنفيذ الإجهزه الحكومية لمسئولياتها.
- اتخاذ ما يلزم من إجراءات لمباشرة الاختصاصات الواردة تحديداً بالمواد أرقام 7,6,5 من القانون رقم 118 لسنة 1964 بإنشاء الجهاز المركزي للتنظيم والإدارة.
- اقتراح القوانين والقرارات واللوائح الخاصة بالعاملين المدنيين بالدولة وإبداء الرأي في المشروعات المتعلقة بشئونهم قبل إقرارها، بما في ذلك الإشراف على تنفيذ تلك القوانين والقرارات واللوائح الخاصة وإصدار التعليمات الفنية والنشرات المنظمة للتنفيذ.
- تطوير نظم شئون الخدمة المدنية لتحقيق وحدة المعاملة مع تقديم المعاونة الفنية اللازمة لإدارات شئون العاملين عند ممارسة أعمالها، وإجراء التفتيش الفني على أعمال تلك الإدارات وإرسال تقارير بنتائج التفتيش إلى رؤساء هذه الجهات.
- دراسة وتحديد احتياجات مختلف الوحدات الإدارية من العاملين في مختلف المهن والتخصصات بناء على اقتراح الجهات المختصة، ووضع نظم اختيار وتوزيع العاملين لشغل الوظائف على أساس الصلاحية وتكافؤ الفرص، والالتزام بالقواعد المقررة للتعيين في الوظائف العامة تحقيقاً للعدالة والشفافية.
- اقتراح سياسة المرتبات والعلاوات والبدلات والمكافآت والتعويضات وبرامج الرعاية الصحية والاجتماعية، ووضع النظم الخاصة بتنفيذ نظام ترتيب الوظائف وتقييمها وتسجيل أوصافها ونشرها وحفظها في سجلات.
- دراسة ومراجعة مشروعات موازنات الأجور فيما يتعلق باعتمادات العاملين وأعداد الوظائف ومستوياتها وتحديد درجاتها واعتمادها في ضوء احتياجات الجهات المختصة وإحالتها إلى وزارة المالية.
- رسم سياسة وخطط تدريب العاملين تدريباً إدارياً في مجالات التنظيم والإدارة ورفع مستوى كفاءتهم والإشراف على أعمال مراكز تدريب العاملين ومعاونة وحدات تدريب العاملين والتفتيش الفني على أعمالها، مع تنظيم الدورات التدريبية العامة والاشتراك في وضع برامج البعثات للعاملين في مجالات التنظيم والإدارة.
- الاحتفاظ بالسجلات والبيانات الخاصة بالعاملين في المستويات القيادية ووضع نظام للإحصاءات الوظيفية وتطوير نظم المعلومات الإدارية وتسجيل البيانات الخاصة بالعاملين بالجهاز الإداري للدولة.
- المشاركة في تعبئة المجهود الحربي على مستوى الوحدات الإدارية المختلفة كماً ونوعاً، والتخطيط لتعبئتها وقت الطوارئ.
- رسم سياسة الإصلاح الإداري ووضع خطط وبرامج التنفيذ بما يحقق الارتقاء بمستوى الكفاءة القيادية والإدارية وللنهوض بمستوى كفاء الأداء بوجه عام.
- مراجعة مشروعات إنشاء الأجهزة الجديدة وكذلك الهياكل التنظيمية ودراسة مقترحات إعادة التنظيم أو تعديل اختصاصات أجهزة قائمه قبل اعتمادها من السلطة المختصة وإبداء الرأي في اللوائح المتعلقة بسير وتنظيم العمل، مع إبداء الرأي الفني وتقديم المعاونة في عمليات التنظيم وتبسيط الإجراءات وتطوير مستوى أداء الخدمات الحكومية، وتحسين نظم وأساليب ووسائل العمل.
- وضع النظم الخاصة بالتفتيش وتقييم الأداء والمتابعة للتأكد من سلامة وكفاءة أداء العاملين.
- حق الاتصال المباشر بالجهات المختلفة على جميع مستوياتها وطلب البيانات والإحصاءات اللازمة لمباشرة اختصاصاته، كما أن له حق الاتصال بالهيئات العلمية المحلية والدولية التي تزاول نشاطا مماثلا للإفادة من تجاربها وخبراتها بعد موافقة السلطة المختصة.[23]

## المنشآت التابعة
- مركز إعداد القادة للقطاع الحكومي
- مركز إعداد القادة لإدارة الأعمال[24]

## وصلات خارجية
- الموقع الرسمي للجهاز.
- الصفحة الرسمية للجهاز على موقع فيس بوك.